# پیر دومینیک گسو
پیر دومینیک گسو (فرانسوی: Pierre Dominique Gaisseau‎؛ ۱۹۲۳–۱۹۹۷) یک فیلم‌نامه‌نویس اهل فرانسه بود. فیلم او آسمان بالای سر و لجن زیر پا در سال ۱۹۶۱ برنده جایزه اسکار بهترین فیلم مستند شده است.